# Раффи, Ламберто
Ламберто Раффи (род. 2 июня 1970) — итальянский самбист и дзюдоист, чемпион (1996), серебряный (1993, 2004) и бронзовый (1991, 1994, 1995, 1997, 2002, 2003) призёр чемпионатов Италии по дзюдо, бронзовый призёр командного чемпионата Европы по дзюдо 1997 года, бронзовый призёр чемпионата мира по самбо 2007 года, бронзовый призёр Всемирных игр ТАФИСА 2008 года, победитель и призёр международных турниров по дзюдо. По дзюдо выступал в полусредней (до 81-86 кг), средней (до 90 кг) и полутяжёлой (до 100 кг) весовых категориях. Проживает в городе Браччано, работает тренером по дзюдо в местном спортивном клубе.

## Чемпионаты Италии
- Чемпионат Италии по дзюдо 1991 года — ;
- Чемпионат Италии по дзюдо 1993 года — ;
- Чемпионат Италии по дзюдо 1994 года — ;
- Чемпионат Италии по дзюдо 1995 года — ;
- Чемпионат Италии по дзюдо 1996 года — ;
- Чемпионат Италии по дзюдо 1997 года — ;
- Чемпионат Италии по дзюдо 2002 года — ;
- Чемпионат Италии по дзюдо 2003 года — ;
- Чемпионат Италии по дзюдо 2004 года — ;